# Céline und Julie fahren Boot
Céline und Julie fahren Boot (Originaltitel: Céline et Julie vont en bateau – Phantom Ladies over Paris) ist ein Film von Jacques Rivette aus dem Jahr 1974.

## Handlung
Ein „Traumspiel von naiver Heiterkeit und verspielter Poesie“, in Paris, Anfang der 1970er.
Céline ist eine Zauberin, die in einem kleinen Varieté auftritt. Julie ist eine Bibliothekarin, die sich in ihrer Freizeit mit esoterischer Magie beschäftigt. Gemeinsam erleben sie kleine Abenteuer: In den ersten Szenen des Films – bei einer Verfolgungsjagd zu Fuß – lockt Céline Julie von Montmartre bis zu einem Hotel am Stadtrand von Paris; einmal vertritt Julie Céline in dem Varieté – nach herausfordernden Sprüchen muss sie allerdings vor den paar männlichen Gästen die Flucht ergreifen; ein anderes Mal vertritt Céline Julie bei einem Rendez-vous mit deren – vor lauter Romantik nichts bemerkenden – Jugendfreund Guilou. Solche Dinge; alle bereits hart am Rande oder jenseits der Grenze jeglichen Realismus.
Ihr größtes Abenteuer aber erleben sie in ihrer Phantasie, und die können sie, wie sich herausstellt, mühelos beleben mit bunten Bonbons, die es in sich haben. Ihre Phantasie führt sie in ein großes, altes Haus in einer Straße mit dem ebenso phantastischen Namen Rue du Nadir aux Pommes. In dem Haus gehen merkwürdige Dinge vor sich. Es wird bewohnt von einem etwas eitlen Witwer, Olivier, und dessen Tochter, Madlyn, sowie zwei jungen hübschen Frauen: der blonden Frau in Rot, Camille, und der dunkelhaarigen Frau in Blau, Sophie. Beide wollen die Gunst Oliviers erringen, nur leider: Olivier hat seiner Frau vor deren Tod geschworen, sich nicht mit einer anderen zu vermählen, solange Madlyn am Leben ist. Und dann ist da noch das Kindermädchen – oder ist es eher eine Krankenschwester ? – Miss Angèle, niemand andere als mal Céline, mal Julie, und schließlich sind sogar beide gleichzeitig Miss Angèle und treiben ihre Späße mit den drei Phantom-Figuren, die allerdings unbeirrt ihre Texte aufsagen.
Zum Schluss des Films fahren Céline und Julie tatsächlich noch Boot, und auch Madlyn ist mit dabei. Ihr Boot gleitet still über einen See, da erblicken sie in einem anderen Boot, zu unbeweglichen Figuren erstarrt, Olivier, Sophie und Camille, die allerspätestens jetzt wirklich nur noch Phantome sind.

## Varia

### „Das andere Haus“
Das Haus mit der phantastischen Pariser Adresse 7bis, rue du Nadir aux Pommes steht in Wirklichkeit in dem kleinen, westlich von Paris gelegenen Ort Garches. – Die Handlung, die Céline und Julie dort wieder und wieder als Miss Angèle miterleben, basiert auf einem Roman und einer Erzählung von Henry James: The Other House und The Romance of Certain Old Clothes.

## Rezeption

### Kritik
„Ein vielschichtiges Märchenpuzzle, in dem sich die reizvoll eingefangene Pariser Stadtlandschaft mit der Theatralik spätbürgerlicher Gefühlskultur zu einem Traumspiel von naiver Heiterkeit und verspielter Poesie verbindet.“

### Auszeichnung
Céline und Julie fahren Boot wurde 1974 beim Festival del film Locarno mit dem Großen Preis der Internationalen Jury ausgezeichnet.

## DVD-, Blu-ray Disc-Veröffentlichungen
- 2004: Céline & Julie vont en bateau, Éditions Montparnasse (DVD 1: „Le film“ (in französischer Originalversion), DVD 2: „Les compléments“ (enthält u. a. Gespräche mit Rivette, Bulle Ogier, Marie-France Pisier, Dominique Labourier; alle französisch))
- 2006: Céline and Julie Go Boating, BFI (2 DVDs)
- 2008: Jacques Rivette: Vier Meisterwerke, Arthaus (4-DVD-Set)
- 2017: Céline and Julie Go Boating, BFI (Blu-ray Disc)
- 2018: Céline et Julie vont en bateau, Potemkine (Blu-ray Disc/DVD)
- 2021: Céline and Julie Go Boating, Criterion (2 DVDs bzw. 2 Blu-ray Discs)